# Joseph-Étienne Projean
Joseph-Étienne Projean, né le 25 décembre 1752 à Carbonne et mort le 21 août 1818 à Mas-Grenier, est un homme politique de la Révolution française.

## Biographie
En septembre 1791, Projean, alors commandant de la garde nationale de sa ville natale, est élu député du département de la Haute-Garonne, le septième sur douze, à l'Assemblée nationale législative. Il vote en faveur des mises en accusation de Bertrand de Molleville, ministre de la Marine, et du marquis de Lafayette.
La monarchie française s'effondre à l'issue de la journée du 10 août 1792. En septembre, Projean est réélu député de la Haute-Garonne, le troisième sur douze, à la Convention nationale.
Il siège sur les bancs de la Montagne. Lors du procès de Louis XVI, il vote la mort et rejette l'appel au peuple et le sursis.
Il fut envoyé en mission à Bayonne avec Marc Antoine Baudot et Guillaume Chaudron-Rousseau, puis à l'Armée des Pyrénées-Orientales. Il assista à la victoire d'Argelès. Il contribua à la révocation du général Louis Charles de Flers.
Il fut ensuite envoyé dans la Meurthe, les Vosges, le Bas-Rhin pour approvisionner la Convention en papier.
Il fut nommé messager d'État par le conseil des Cinq-cents, fut maintenu après le 18 brumaire et jusqu'en 1807 où il abandonna ses fonctions.